# Fryksdalsbygden
Fryksdalsbygden (FB) är den enda lokaltidningen i Sunne kommun. Tidningen under sitt nuvarande namn startade 1941. Den utkommer två dagar i veckan.

## Redaktion och historia
Redaktionsorten för tidningen är Sunne och har varit så hela tiden. Tidningen har  funnits i olika skepnader, med vissa avbrott, från 1800-talets mitt. Frykdalsbygden har två föregående tidningar, Sunnebygden och Sunne-Tidningen. Fryksdalsbygden i sin nuvarande form är NWT koncernens yngsta tidning. Första numret utkom mitt under brinnande krig - närmare bestämt 1941. Sedan starten 1941 har Fryksdalsbygden av olika anledningar haft kopplingar till tidningar i Kristinehamn, senast då tidningen blev dotterbolag till Nya Kristinehamns-Posten 1973. Fryksdalsbygden förvärvades av NWT 1990.
Andra delen av tidningen har från 1996 haft deltiteln Fryksdalsbygden del 2 Sport, efter 2014 ibland med titeln Fryksdalsbygden del 2 Kultur eller del 2 Sport.
Editionen Nordvärmland kom ut från januari till februari 1979, dvs. alltså en mycket kort tid. Den periodiska bilagan Arbete & ekonomi utges med 6-9 nummer/år sedan 19 februari 2010.
Utgivningsfrekvensen för tidningen var 1941 till 1970 tre dagar i veckan (tisdag, torsdag och lördag). Från 1947 blev tidningen morgontidning. 1970-1971 utkom tidningen endast två gånger i veckan (onsdag och fredag). 1971 från december till augusti 1979 var tidningen åter tredagars, för att därefter återigen utges endast två dagar i veckan (tisdag och torsdag). Sedan mars 1997 utges tidningen tisdag och fredag.
Värmlandsposten var en närstående tidning under åren 1941-1957 samt 1959-1962.  Tidningens politiska tendens var obunden fram 2010, då den blev konservativ, likt ägartidningen NWT. Annonsomfattningen har minskat från 42 % (2015) till 32 % (2019).
| Period                 | Ansvarig utgivare   | Period                 | Redaktör            | Kommentar                                                      |
| 1941-12-06--1942-12-05 | Ollén, Per          | 1941-12-06--1942-01-15 | Ollén, Per          | ansvarig utgivare och redaktör                                 |
| 1942-12-08--1954-01-30 | Larsson, Gösta      | 1942-01-15--1942-05-09 | Blomquist, G        | Föreståndare                                                   |
| 1954-02-02--1956-05-19 | Borgström, G.       | 1942-05-12--1944-05-04 | Blomquist, G        |                                                                |
| 1956-05-24--1959-03-12 | Salomonsson, G.     | 1944-05-06--1944-05-16 | ingen uppgift       |                                                                |
| 1959-03-14--1974-03-28 | Håkanson, Håkan     | 1944-05-20--1946-07-04 | Vallberg, Bertil    | T                                                              |
| 1974-03-30--1980-02-12 | Grundel, Sten       | 1946-07-06--1948-04-20 | Olzon, Sixten       |                                                                |
| 1980-02-14--1982-02-23 | Olsson, Gunnar      | 1948-04-22--1949-04-14 | Beme, Sixten        |                                                                |
| 1982-03-02--1991-08-29 | Krönström, Bengt    | 1949-04-21--1957-06-29 | Olsson, Gunnar      |                                                                |
| 1991-09-03--1995-03-15 | Matthies, Rolf      | 1957-07-02--1958-04-19 | Arwidsson, Å        |                                                                |
| 1995-03-16--1995-06-21 | Persson, Per Anders | 1958-04-22--1980-02-12 | Olsson, Gunnar      |                                                                |
| 1995-06-22--1996-08-12 | Franke, Peter       | 1980-02-14--1982-02-23 | Olsson, Gunnar      | ansvarig utgivare och redaktör                                 |
| 1996-08-13--2001-08-21 | Nordenberg, Jan     | 1982-03-02--1986-05-25 | Olsson, Gunnar      | ställföreträdande ansvarig utgivare Redaktör, sutdatum osäkert |
| 2001-08-24--2012-09-11 | Nyberg, Britta      | 1982-03-02--1986-05-25 | Krönström, Bengt    | ansvarig utgivare, startdatum osäkert                          |
| 2012-09-14--2013-06-30 | Rothsten, Mikael    | 1986-05-29--1991-08-29 | Krönström, Bengt    | Stf ansv. utgivare                                             |
| 2013-07-01--           | Enwall, Dan         | 1991-09-03--1995-03-14 | Matthies, Rolf      | datum osäkert                                                  |
|                        |                     | 1995-03-16--1995-06-20 | Persson, Per Anders | VD                                                             |
|                        |                     | 1995-06-22--1996-08-08 | Franke, Peter       |                                                                |
|                        |                     | 1996-08-13--2001-08-21 | Nordenberg, Jan     |                                                                |
|                        |                     | 2001-08-24--2013-06-30 | Nyberg, Britta      |                                                                |
|                        |                     | 2013-07-01-            | Enwall, Dan         | datum osäkert                                                  |

## Tryckning
Förlaget hette 1 januari 1995 till 28 april 1997  Fryksdals-bygden aktiebolag  i Sunne. 1997-05-02--1999-12-31 Västra Wermlands lokaltidningar aktiebolag i Arvika tog över från 2 maj 1997 till 4 januari 2000 då Nya Wermlands-tidningen aktiebolag i Karlstad tog över.
Tidningen har hela tiden använt antikva som typsnitt med stor satsyta (49-57 cm  x 34-37 cm). 1990 ändrades tidningen till tabloid med  35 x 25 cm satsyta. Fyrfärg började användas först 1984, inledningsvis endast trycksvärta och från 1956 till 1983-12-31 svart plus en färg. Sidantalet var  till 1990, då NWT tog över, endast 6-12 sidor, efter 1990 oftast 24 sidor men ibland upp till 32. 2005 hade tidningen vid några tillfällen 40 sidor. Priset för en prenumeration var 1942 6 kr. 1957 hade priset nått 21 kr, och 1977 var det 115 kronor. 1998 nådde tidningspriset 500 kr. 2019 kostade den 852 kr medan 2020 är kostnaden nära dubbel, 1548 kronor, men då inklusive alla digitala produkter. Sättningen skedde på Värmlands-Postens tryckeri i Kristinehamn till 11 april 1974, sedan 1978-1986 på Nya Kristinehamns-Posten i Kristinehamn.
1943 bestod tidningens upplaga av 1900 exemplar, vilket ökade till 4000 exempel fram till 1951. Därefter sjönk upplagan till 1957, för att sedan sakta öka till 1974 (3700 ex). I slutet av 1970-talet nådde tidningen 5900 exemplar, tidningens toppupplaga. Sedan sjönk upplagan åter mot cirka 3000 innan den i början på 1990-talet nådde en ny topp med 5700 exemplar (1993). Därefter har upplagan sjunkit sakta men stadigt, och ligger år 2020 på 2000 exemplar.
| Period                 | Tryckeri                          | Ort          |
| 1941-12-06--1955-10-01 | Värmlands-Postens tryckeri        | Kristinehamn |
| 1955-10-04--1957-06-29 | Karlstads-Tidningens tryckeri     | Karlstad     |
| 1957-07-02--1959-11-28 | Arvika Nyheters tryckeri          | Arvika       |
| 1959-12-01--1972-11-11 | Värmlands-Postens tryckeri        | Kristinehamn |
| 1972-11-14--1974-04-11 | Grundels boktryckeri              | Kristinehamn |
| 1974-04-13--1978-03-04 | Nya Kristinehamns-Posten          | Kristinehamn |
| 1978-03-07--1990-09-25 | Värmlands Folkblads tryckeri      | Karlstad     |
| 1990-10-02--           | Nya Wermlandstidningen aktiebolag | Karlstad     |